# دنيس فيليبس
دنيس فيليبس (بالإنجليزية: Dennis Phillips)‏ هو لاعب بوكر أمريكي، ولد في 1 ديسمبر 1954.